# 黃泆潼
黃泆潼（Miss Yellow，1978年3月18日—），原名黃普恩，香港著名唱片騎師、演員和前無綫電視演員，暱稱Tung Tung、DJ Miss Yellow，她的父執輩友人為香港藝員曾志偉。2016年，她與著名獨立電子音樂人 Kavemura 結婚。

## 簡歷

### 早年生活
黃泆潼自幼喜愛音樂，學校的獨唱比賽一定有她的身影。15歲時，她代表學校參加一個歌唱比賽得到第三名。16歲時被星探發掘，開始做模特兒，21歲參加香港小姐選舉，便開始在香港無線電視台當演員。

### 演員生涯
1999年，她曾參加香港小姐選舉，晉身決賽。
在參加香港小姐之前，曾為譚詠麟音樂錄像的女主角。
 參選港姐後簽約香港電視廣播有限公司，再簽 STAREAST， 參演多套電影及電視，多數為女配角。2005年為香港電子跳舞音樂樂隊4PM演唱歌曲《女殺手2005》。

2009年，黃泆潼拍畢《戀愛星求人》後離開無綫，此劇成為其在無綫服務10年的告別作；而她最後一部於黃金時段播出的劇集是2008年拍攝的《仁心解碼》。此後，她專注於唱片騎師方面發展。
2025年6月1及8日1999年香港小姐競選黃金翡翠台播出。

### 音樂生涯
2001年黃泆潼擔任旅遊節目《康泰最緊要好玩》時與其他主持張美妮、陳玟希及陳凱怡組成Travel 4 Super Girls，並灌錄節目主題曲《Wala Wala闖世界》。2005年，她跟獨立樂隊「MP4」合唱了歌曲〈女殺手〉，被許多DJ用作混音歌曲。她還與另一個樂隊「農夫」合作了由DJ Tommy制作的歌曲《派對獵物》。
黃泆潼兼職當唱片騎師時，因為「黃」是她的姓氏，而自己是中國人，所以她取 Miss Yellow 作為自己當 DJ 的化名。
在 DJ 界的經歷使她喜歡上電子、breakbeat、hip hop和R&B。她曾購買整套混音設備，跟 DJ Ryan 學習混音技巧。
後來她應邀為香港蘭桂坊的 Volar, FLY, PLAY, Magnum, Beijing, XXX 等酒吧當特邀 DJ。亦為多個品牌包括: ADIDAS, DIESEL, OPENING CEREMONY, MAX&CO., SUBCREW, CASIO, MONKI, RED BULL, LANE CRAWFORD, HTC, REEBOK 和 CALVIN KLEIN 擔任DJ。2009 第一次辦澳洲巡迴, 之後更加到世界各地巡迴包括英國, 法國，德國，北京，上海，台灣，星馬等等。2013 更為世界級ELLE MODEL LOOK （页面存档备份，存于）精英模特大賽作表演嘉賓 。 2014 為《變形金剛4 （页面存档备份，存于）》作表演嘉賓, 與格林美得獎隊伍Imagine Dragons （页面存档备份，存于）同台演出。

## 演出作品

### 電影
- 1998年:愈快樂愈墮落
- 2000年:救薑刑警
- 2001年:狗仔大佬
- 2001年:我真係見到鬼
- 2001年:一個爛賭的傳說
- 2002年:陰陽路十五之客似魂來 飾 Sally
- 2002年:機密檔案之人間蒸發 飾 成哥女友
- 2002年:新紮師妹
- 2003年:龍咁威2003
- 2003年:大丈夫 飾 電梯女乘客
- 2003年:一個賭杷的傳說
- 2003年:絕種好男人 飾 Suzuki
- 2003年:懵伯
- 2003年:新紮師妹2美麗任務 飾 小翠
- 2004年:精裝追女仔2004 飾 雪櫃
- 2004年:江湖 飾 妖野少女
- 2005年:雀聖 飾 哨牙珍
- 2005年:美麗酒吧

### 電視劇(無綫電視)

#### 1999
- 創世紀 飾 高美娜前男友新歡

#### 2001
- 公私戀事多 飾 Joyce

#### 2003
- 皆大歡喜 飾 彭雙（第43集）
- 花樣中年 飾 Ann
- 凤舞香罗 饰 叶莎莎

#### 2004
- 金枝慾孽 飾 葆蕙
- 皆大歡喜 飾 Suki（第350-352集）

#### 2005
- Yummy Yummy
- 阿旺新傳 飾 Kitty
- 同撈同煲 飾 狄麗娜

#### 2006
- 鐵血保鏢 飾 蔡巧琴（尚忠之妻）
- 東方之珠 飾 紅紅
- 高朋滿座 飾 朱智貞

#### 2007
- 突圍行動 飾 Apple
- 迎妻接福 飾 春三娘
- 溏心风暴 飾 Elsa
- 通天幹探 飾 陳美儀(LuLu)

#### 2008
- 甜言蜜語 飾 許麗欣
- 搜神传 飾 嫣然(蚌精)
- 珠光寶氣 飾 陳太(Ester)

#### 2009
- 碧血鹽梟 飾 艷紅
- ID精英 飾 趙麗文

#### 2010
- 戀愛星求人 飾 徐巧巧

#### 2011
- 仁心解碼 飾 麥佩珊

### 電視節目(無綫電視)
- 2001年：好客香港攞滿FUN
- 2001年至2002年：康泰最緊要好玩
- 2003至2004年：康泰3S系列
- 2004年：繼續無敵獎門人
- 2006年：美女廚房
- 2008年：鐵甲無敵獎門人
- 2016年：姊妹淘
- 2016年：夢想車華

### MV
- 1997年：譚詠麟 - 幾分傷心幾分痴

## 外部連結
- MISSYELLOW黃泆潼的新浪微博
- DJ MISS YELLOW的Facebook專頁
- Tung Tung Wong的Facebook專頁
- 黃泆潼的博客 （页面存档备份，存于）
- 黃泆潼的Myspace
- 黃泆潼在互联网电影资料库（IMDb）上的資料（英文）（英文）
- 黃泆潼在香港影庫上的簡介
- 黃泆潼在时光网上的簡介（简体中文）